# Juan Chicharro Ortega
Juan Chicharro Ortega (Madrid, 12 de junio de 1950) es un ex General de División de Infantería de Marina y desde 2018 realiza funciones de Presidente Ejecutivo en la Fundación Nacional Francisco Franco (FNFF).

## Biografía
Nace en Madrid en 1950, procedente por vía paterna de una familia tradicionalista siendo su padre el General Chicharro Lamamié de Clairac, y nieto del político carlista Jaime Chicharro y por vía materna es bisnieto del ilustre historiador Juan Ortega Rubio. Cursa sus primeros estudios y bachillerato en el colegio de Nuestra Señora del Recuerdo (jesuita) en Madrid, ingresando en 1969 en la Escuela Naval Militar (España). Cinco años después recibirá su Real Despacho de Teniente de Infantería de Marina. A lo largo de su carrera militar ha realizado numerosos cursos de especialización y perfeccionamiento entre los que destacan : buceador de combate, cazador paracaidista con aptitud en apertura manual, señalador – guía y artillería de campaña. Es diplomado de Estado Mayor por el Ejército de Tierra.
Ha desarrollado su carrera militar prácticamente siempre en unidades operativas destacando su paso entre otras  por la Unidad Especial de Buceadores de Combate, la Compañía Mar Océano de la Guardia Real, Agrupaciones de Infantería de Marina de Canarias y Madrid y el Tercio de Armada. Durante un periodo de tres años fue profesor de táctica, estrategia y logística en la Escuela Naval Militar y de 1994 a 1998  ayudante de Campo del rey Juan Carlos I.
Participó en las operaciones de evacuación del otrora Sáhara español en 1975/76, formó parte del contingente español de la Organización de Naciones Unidas en Centroamérica (ONUCA) durante un año, 1989/1990, constituido para dar cumplimiento al Tratado de Esquipulas que ponía fin a la guerra en Nicaragua y en 1998/ 1999 al mando del segundo batallón de desembarco del Tercio de Armada estuvo desplegado en la frontera de Bosnia-Herzegovina con Montenegro formando parte de las fuerzas de la OTAN allí desplegadas y en las operaciones de interposición que allí se llevaron a cabo.
Ascendió a General de Brigada en el año 2003 ejerciendo el mando de la Fuerza de Protección de la Armada y a General de División en el 2006 siendo nombrado Comandante General de la Infantería de Marina hasta su pase a la situación de reserva en diciembre de 2010.
Tras su pase a la reserva y cesar en la situación de actividad fue vocal de la Real y Militar Orden de San Hermenegildo hasta el año 2013 cesando en esta tras una polémica conferencia que impartió en la Real Gran Peña sobre las Fuerzas Armadas y el Orden Constitucional.
Finalizada su trayectoria militar y tras su pase a la situación de retiro formó parte de Cáritas Castrense y del grupo de pensamiento Eurodefense.
En el año 2018 fue designado por el Patronato de la Fundación Nacional Francisco Franco como presidente ejecutivo de esta entidad destacando desde entonces en la defensa histórica de la figura del General Francisco Franco.
Es autor de numerosos artículos de diversa índole (más de 500) en diferentes medios y autor del libro (coordinador) Franco, crónica de la lucha contra la profanación de su tumba (2020).
En la actualidad continúa en la Fundación Nacional Francisco Franco como Patrono y Presidente Ejecutivo.